# Natalia Pelevine
Natalia Pelevine (en ruso: Наталья Пелевайн) (2 de noviembre de 1977 en Moscú, Rusia) es una dramaturga, activista política y bloguera ruso-británica. Tiene ascendencia polaca por parte materna.
A los 11 años se trasladó a Inglaterra con su familia. Una vez allí, estudió en el colegio privado Southbank International y más tarde obtendría el título en historia del arte en la Universidad de Londres.

## Biografía

### Trayectoria teatral
Pelevine ha actuado en varias producciones teatrales, entre las que se encuentra el Festival de Edimburgo donde interpretó a Ophelia en Hamlet de William Shakespeare. La representación obtuvo críticas dispares, sin embargo alabaron su interpretación. También ha participado en obras de Antón Chéjov, Yerofeiev y Beckett.

### In Your Hands
Tras el asalto al teatro de Moscú escribió In Your Hands, basado en la crisis de los rehenes del teatro Dubrovka y que causó gran controversia en Rusia
En abril de 2008 fue llevada al escenario bajo la dirección de Skanderbek Tulparov en el teatro de Majachkalá, Daguestán, pero fue censurada por el presidente de la República Autónoma, el cual asistió a la obra. La agencia Reuters se hizo eco del suceso y atrajo la atención de los medios de comunicación internacionales.
Durante la producción de la novela estuvo documentándose sobre lo sucedido dentro del teatro. Al ser miembro de una ONG, mantiene en contacto con las víctimas tanto del Dubrovka de Moscú como las del atentado de Beslán.

### Activismo político
Como activista, dio su apoyo a la organización Strategiya 31, cuyos miembros se manifiestan por la modificación del artículo 31 de la Constitución Rusa y en la que exigen libertad democrática por todo el país. Los días 31 de agosto y de octubre de 2010 llevó las protestas a Nueva York.
En noviembre de 2010 se unió al periodista y opositor al Gobierno ruso, Oleg Kashin con el que fundó un nuevo grupo en apoyo de Mijaíl Jodorkovski.